# Розенталь, Дитмар Эльяшевич
Ди́тмар Элья́шевич Розента́ль (24 февраля (по другим сведениям — 19 декабря) 1900, Лодзь, Царство Польское, Российская империя — 29 июля 1994, Москва, Российская Федерация) — советский и российский лингвист, автор многочисленных трудов по русскому языку. Кандидат педагогических наук (1952), профессор (1962).

## Биография
Родился в 1900 году в Лодзи Петроковской губернии в еврейской семье. Его отец Зигмунд (Зелик-Эльяшив) Моисеевич Розенталь (? — 23 февраля 1930) некоторое время работал экономистом в Берлине. Мать, Ида Осиповна (Хинда-Фрайдля, Гинда Ушеровна) Розенталь (в девичестве Кольская, ?—1934), была домохозяйкой. Родители заключили брак в Лодзи в 1897 году. Русский язык не был для Д. Э. Розенталя родным: в семье говорили на идише, польском и немецком языках. Всего он знал около двенадцати языков, включая итальянский, латынь, греческий, английский, французский, шведский. Учился в польской гимназии.
В Москву его семья переехала в 1916 году и поселилась в Георгиевском (Лучниковом) переулке, дом 7, квартира 20, где жила до конца 1920-х годов и позже в этой квартире проживал старший брат учёного Оскар Розенталь, а Дитмар Розенталь к этому времени поселился в Большом Афанасьевском переулке, дом 17, кв. 4.
В 1918 году закончил 15-ю московскую (Варшавскую) гимназию и поступил на историко-филологический факультет Московского университета, который окончил в 1924 году по специальности «итальянский язык»). Также обучался на экономическом факультете в Институте народного хозяйства имени К. Маркса, который окончил также в 1924 году по специальности «экономист-организатор». В 1925 году ездил в Италию на стажировку. Дополнительно обучался в РАНИОНе в 1924—1926 годах в аспирантуре, впоследствии был здесь научным сотрудником. Одновременно с 1918 по 1921 год заведовал отделом в Народном комиссариате социального обеспечения.
С 1922 по 1923 год работал учителем школы II ступени. В 1923—1936 годах преподавал на рабфаке Ленинградского политехнического института имени М. И. Калинина и рабфаке имени Артёма при Московской горной академии (в 1927 году рабфак был слит с рабфаком имени Г. В. Плеханова и работал при Институте народного хозяйства имени Г. В. Плеханова).
В 1927—1932 годах работал старшим ассистентом кафедры славянских языков филологического факультета 1-го Московского государственного университета, занимался полонистикой, преподавал польский язык. В 1931—1939 годах — доцент Московского кредитно-экономического института, в 1935—1940 годах — доцент Всесоюзной плановой академии имени Молотова при Госплане СССР. Также в 1930-х годах преподавал итальянский язык в Высшей школе НКВД, читал лекции на Высших литературных курсах. В 1940—1942 годах работал доцентом Московского областного педагогического института.
Во время Великой Отечественной войны вступил в ополчение, с которым был переправлен в Киров. В конце 1942 года вернулся в Москву и уже в звании майора вновь стал преподавать в Высшей школе НКВД, где работал до 1949 года.
В 1940—1962 годах (с перерывом в начале Великой Отечественной войны) работал доцентом, затем — профессором кафедры русского языка и стилистики редакторского факультета Московского полиграфического института.
В 1952 году защитил диссертацию на соискание учёной степени кандидата педагогических наук по теме «Грамматические и лексические основы учебника итальянского языка для высших учебных заведений».
В 1962—1985 годах был профессором, заведующим кафедрой стилистики русского языка на факультете журналистики МГУ, в 1985—1987 годах — профессором-консультантом этой кафедры.
С 1936 года — член редколлегии, с 1938 по 1962 год — заместитель главного редактора журнала «Русский язык в школе», одновременно руководил факультетской группой дикторов телевидения и радио СССР. Был членом научно-технического совета Министерства высшего и среднего специального образования СССР, предметной комиссии Министерства просвещения РСФСР по русскому языку, орфографической комиссии Института русского языка АН СССР по усовершенствованию русской орфографии", диссертационного совета по журналистике при Московском университете.
Считается родоначальником (вместе с профессором К. И. Былинским) практической стилистики, одним из основных разработчиков и истолкователей правил современного русского правописания. За свою жизнь написал свыше 150 учебников, пособий, справочников, словарей, а также исследовательских работ по русскому языку, культуре речи, стилистике, правописанию, лингводидактике. Создал учебник итальянского языка для вузов, русско-итальянские и итальянско-русские словари; переводил на русский язык произведения итальянских писателей.
Скончался 29 июля 1994 года в Москве. Похоронен на Востряковском еврейском кладбище.

## Семья

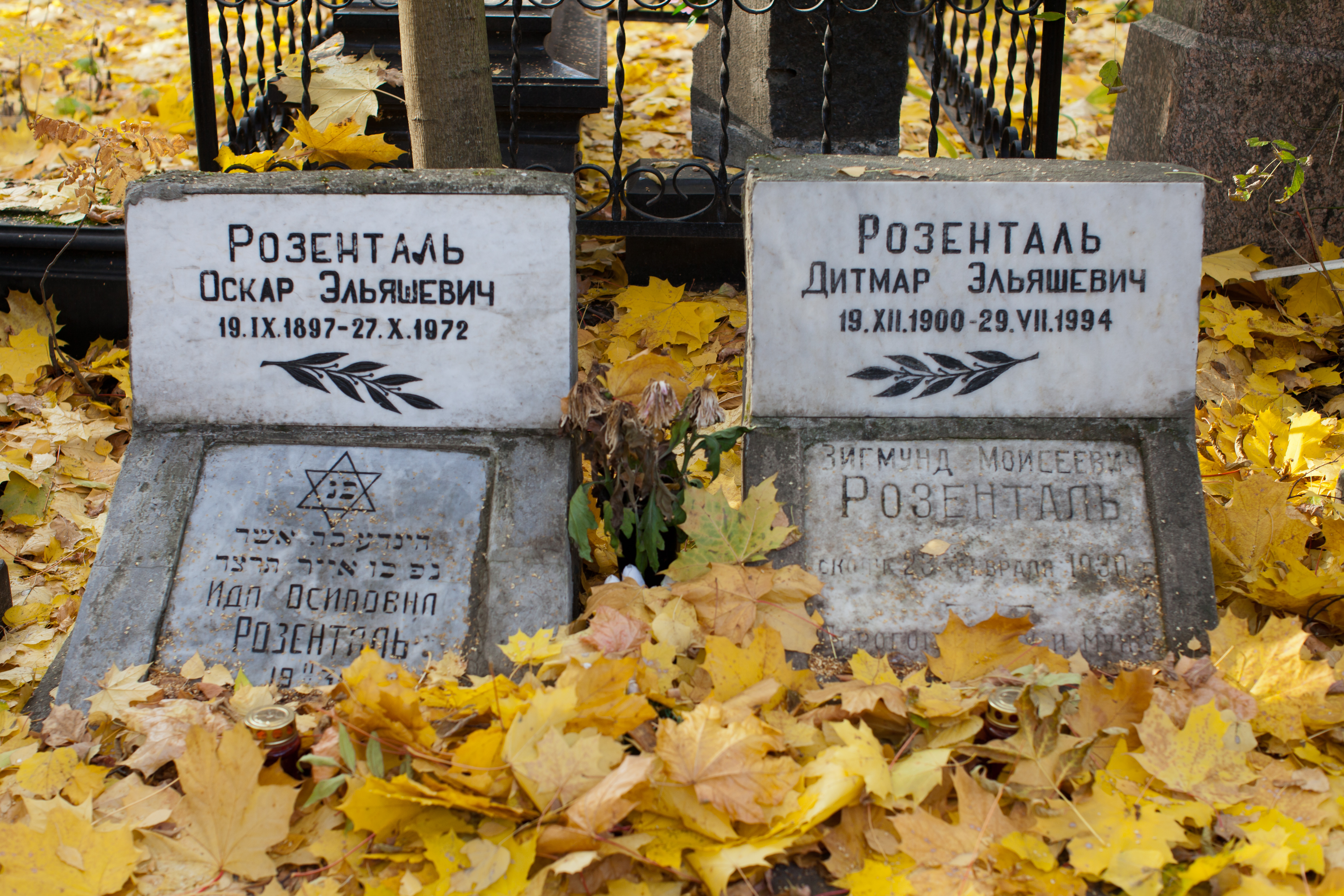
Могила семьи Розенталь на Востряковском кладбище

- Брат — Оскар Эльяшевич Розенталь (1897—1972), юрист, член коллегии защитников[13][14], затем экономист, доцент кафедры статистики Московского государственного экономического института[15].
- Сын — Юлий Дитмарович Розенталь, инженер-радиотехник, автор научных трудов.

## Награды
- Медаль «За победу над Германией в Великой Отечественной войне 1941—1945 гг.»
- Медаль «За доблестный труд в Великой Отечественной войне 1941—1945 гг.»
- Медаль «В ознаменование 100-летия со дня рождения Владимира Ильича Ленина»
- Медаль «В память 800-летия Москвы»

## Основные работы
- Розенталь Д. Э. Итальянский язык. Учебник для высших учебных заведений. — М.: Издательство литературы на иностранных языках, 1949. — 496 с.; 2-е изд., испр. и доп. — там же, 1957. — 503 с.;
- Былинский К. И., Розенталь Д. Э. Литературное редактирование. — М., 1957;
  - 2-е изд. — М., 1961;
- Былинский К. И., Розенталь Д. Э. Трудные случаи пунктуации. — М., 1959;
  - 2-е изд. 1- М., 1961;
- Мамонов В. А., Розенталь Д. Э. Практическая стилистика современного русского языка. — М., 1957;
- «Согласование по смыслу» сказуемого с подлежащим. — М., 1960;
- Вопросы русского правописания. Практическое руководство. — М., 1962.
  - 2-е изд. — М., 1982;
- Практическая стилистика русского языка. — М., 1965;
- Розенталь Д. Э. Русско-итальянский учебный словарь: 13500 слов. М.: Советская энциклопедия, 1966. — 712 с.;
  - Практическая стилистика русского языка: Учебник для вузов. — Изд. 4-е, испр. — М.: Высшая школа, 1977. — 316 с.;
- Справочник по правописанию и литературной правке. Для работников печати. — М.: Книга, 1967;
- Орфография и пунктуация. Правила и упражнения. Учебное пособие. — М., 1970 (в соавт.);
- Редактирование: Букчина Б. З., Калакуцкая Л. П., Чельцова Л. К. Опыт словаря-справочника: Слитно и раздельно. — М., 1972;
- Верный друг учителя-словесника // Русский язык в школе. — 1975. — № 3. — С. 90;
- Розенталь Д. Э. Русско-итальянский учебный словарь: 13500 слов. — 2-е изд., испр. и доп. — М.: Русский язык, 1977 и 1990. — 496 с.
- Розенталь Д. Э., Теленкова М. А. Словарь-справочник лингвистических терминов. — М.: Просвещение, 1976. — 544 с.
  - 3-е изд. — М., 1985. — 400 с.;
- Управление в русском языке: Словарь-справочник. Для работников печати. — М.: Книга, 1981. — 207 с.
  - 2-е изд. — М., 1986;
- Розенталь Д. Э., Кохтев Н. Н.. Язык рекламных текстов. — М.: Высшая школа, 1981. — 128 с.;
- Справочник по пунктуации: для работников печати. — М.: Книга, 1984. — 272 с.;
- Прописная или строчная? Опыт словаря-справочника / Отв. ред. Л. К. Чельцова. — М.: Русский язык, 1984. — 328 с.;
  - 5-е изд. — М., 1989;
- Розенталь Д. Э., Теленкова М. А. Словарь трудностей русского языка: Ок. 30 000 слов. — 3-е изд., доп. — М.: Русский язык, 1984. — 704 с.;
- Сборник упражнений по русскому языку для подготовительных отделений вузов: Учеб. пособие для слушателей подгот. отд. вузов. — 2-е изд., стереотип. — М.: Высшая школа, 1989. — 224 с. ISBN 5-06-000198-9
- Практическое пособие по русскому языку для поступающих в вузы. — М.: Просвещение, 1990. — 224 с. — ISBN 5-09-001857-X
- Черданцева Т. З., Розенталь Д. Э., Реджо С.. Итальянско-русский и русско-итальянский словарь: Ок. 22000 слов. М.: Русский язык, Генуя: Эдест, 1990. — 697 с.;
- Русский язык: Пособие для поступающих в вузы. — 5-е изд. — М.: Издательство МГУ, 1994. — 368 с. ISBN 5-211-03331-0
- Розенталь Д. Э., Голуб И. Б., Теленкова М. А. Современный русский язык: Учебное пособие. — 2-е изд. — М.: Международные отношения, 1994. — 560 с. ISBN 5-7133-0787-5
- Розенталь Д. Э., Джанджакова Е. В., Кабанова Н. П. Справочник по правописанию, произношению, литературному редактированию. — М.: Московская международная школа переводчиков, 1994. — 400 с. ISBN 5-8234-0021-7

### Посмертные издания
- Розенталь Д. Э. Пишите, пожалуйста, грамотно! Пособие по русскому языку. — М.: Астра, 1995. — 336 с. — ISBN 5-900481-09-3.
- Голуб И. Б., Розенталь Д. Э. Книга о хорошей речи. — М.: Культура и спорт, 1997. — 270 с. — ISBN 5-85178-039-8.
- Василевская Д. К., Розенталь Д. Э. Самоучитель польского языка. С русско-польским и польско-русским словарями. СПб: Долина, 1997; Минск: Полесье, 1998. — 570 с.
- Розенталь Д. Э., Теленкова М. А. Словарь трудностей русского языка. — М.: Рольф, Айрис-пресс, 1998. — 576 с. — ISBN 5-7836-0043-1.
- Розенталь Д. Э. Справочник по правописанию и литературной правке. Под ред. И. Б. Голуб. 3-е изд., испр. — М.: Рольф, 2001. — 368 с. — ISBN 5-7836-0393-7
- Розенталь Д. Э. Русский язык: Сборник упражнений для школьников старших классов и поступающих в вузы. 5-е изд., стереотип. — М.: Дрофа, 2001. — 240 с. — ISBN 5-7107-4624-X.
- Розенталь Д. Э. Русский язык. Орфография. Пунктуация. Орфографический словарь (Классический справочник). — М.: Оникс; Мир и образование, 2011. — 736 с. — ISBN 978-5-488-02737-4, ISBN 978-5-94666-614-5.
- Розенталь Д. Э. Справочник по правописанию и литературной правке. Под ред. И. Б. Голуб. 16-е изд. — М.: Айрис-Пресс, 2012. — 368 с.

## Комментарии
1. ↑  Некоторые источники (факультет журналистики МГУ имени М. В. Ломоносова) указывают на возможно более ранний год рождения учёного (1899 и ранее). Однако, записи о рождении Дитмара Розенталя в 1900 году и его брата Оскара в 1897 году в Лодзи доступны на сайте еврейской генеалогии JewishGen.org нью-йоркского Музея еврейского наследия[англ.] (база данных по Петроковской губернии, требуется бесплатная регистрация).
2. ↑  В записи о браке (1897) и рождении младшего сына Абрама-Лейбуша (1906), доступных на сайте еврейской генеалогии JewishGen.org нью-йоркского Музея еврейского наследия[англ.], имя отца указано как Зелик Розенталь, матери — Хинда-Фрайдля, в девичестве Кольская (учитывая отчество сыновей, у отца, вероятно, исходно было двойное имя: Зелик-Эльяшив, с переездом в Москву сокращённое до Зигмунд). Хотя рождение младшего сына в 1906 году зарегистрировано в Лодзи, в записи указано, что он родился в Прашке, где в это время проживала семья.
3. ↑  Имя матери на надгробии в записи на иврите: Хинда, дочь Ушера.